# Bataille de Cove Mountain
Guerre de Sécession
Batailles
- Cloyd's Mountain
- Cove Mountain

La bataille de Cove Mountain est une bataille de faible importance de la guerre de Sécession. Elle a lieu le 10 mai 1864, en Virginie.
Elle fait partie des rencontres ayant émaillé le raid Crook-Averell, dont l'objectif était de perturber les arrières des armées sudistes et, en particulier, de s'en prendre à la seule ligne de chemin de fer permettant encore aux sudistes de relier les fronts du Tennessee et de Virginie.
Une brigade nordiste, sous les ordres du brigadier général William W Averell, rencontre une brigade sudiste commandée par le brigadier général William E Jones. Averell donne l'assaut aux positions sudistes mais est repoussé. Les confédérés, renforcés par la brigade du brigadier général John H Morgan, contre attaquent et repoussent les forces nordistes. Au coucher du soleil, les confédérés sont maitres du champ de bataille.
Le lendemain, Averell incendie le pont sur la New River sur lequel passait la ligne de chemin de fer Virginia & Tennessee Railroad.

## Forces en présence

### Nordistes
- Brigade Averell[1].
  - 14e régiment de cavalerie de Pennsylvanie;
  - 1er, 2e et 3e régiments de cavalerie de Virginie de l'ouest,
  - 34e régiment d'infanterie montée de l'Ohio.

### Sudistes
- Brigade Jones.
- Brigade Morgan.

## Sources
- (en) Cet article est partiellement ou en totalité issu de l’article de Wikipédia en anglais intitulé « Battle of Cove Mountain » (voir la liste des auteurs).
- (en) J. W. Carnahan, Manual of the Civil War and Key to the Gran Army of the Republic and kindered societies, 2009, BiblioBazaar,  (ISBN 978-1110506590).